# Einstein-tensor
De Einstein-tensor is een tensor die de kromming van de ruimtetijd uitdrukt in de algemene relativiteitstheorie. De tensor maakt deel uit van de Einstein-vergelijkingen, is een van de tensoren in de algemene relativiteitstheorie en geeft de evenredigheidsrelatie weer tussen de kromming en de energie, inclusief die vertegenwoordigd door rustmassa, per volume-eenheid.
Er komen in de Einstein-tensor tweede afgeleiden van de metriek van een gegeven ruimte voor. Dat kan in de wiskunde iedere ruimte zijn, maar in natuurkunde heeft de ruimte de betekenis van de vierdimensionale ruimtetijd en is de einstein-tensor dan ook de kromming van de gegeven ruimtetijd.

## Definitie
De Einstein-tensor {\displaystyle \mathbf {G} } wordt gedefinieerd als een tensor van rang 2 op een riemann-variëteit als:
{\displaystyle \mathbf {G} =\mathbf {R} -{\frac {1}{2}}\mathbf {g} R}
met {\displaystyle \mathbf {R} } de riccitensor, {\displaystyle \mathbf {g} } de metrische tensor en {\displaystyle R} de scalaire kromming. Dit wordt door de nodige indices toe te voegen:
{\displaystyle G_{\mu \nu }=R_{\mu \nu }-{1 \over 2}g_{\mu \nu }R.}

## Expliciete uitdrukking
Gegeven de metrische tensor kunnen de riccitensor en de scalaire kromming eenduidig worden bepaald, dus kan de Einstein-tensor in principe expliciet in termen van de metriek worden geschreven. Omdat deze formule er niet eenvoudig uitziet, verkiest men meestal de bovenstaande, impliciete definitie van de einstein-tensor. Deze kan berekend worden aan de hand van de uitdrukking voor de riccitensor in termen van de christoffel-connectie:
{\displaystyle {\begin{aligned}G_{\alpha \beta }&=R_{\alpha \beta }-{\frac {1}{2}}g_{\alpha \beta }R\\&=R_{\alpha \beta }-{\frac {1}{2}}g_{\alpha \beta }g^{\gamma \zeta }R_{\gamma \zeta }\\&=(\delta _{\alpha }^{\gamma }\delta _{\beta }^{\zeta }-{\frac {1}{2}}g_{\alpha \beta }g^{\gamma \zeta })R_{\gamma \zeta }\\&=(\delta _{\alpha }^{\gamma }\delta _{\beta }^{\zeta }-{\frac {1}{2}}g_{\alpha \beta }g^{\gamma \zeta })(\Gamma _{\gamma \zeta ,\epsilon }^{\epsilon }-\Gamma _{\gamma \epsilon ,\zeta }^{\epsilon }+\Gamma _{\epsilon \sigma }^{\epsilon }\Gamma _{\gamma \zeta }^{\sigma }-\Gamma _{\zeta \sigma }^{\epsilon }\Gamma _{\epsilon \gamma }^{\sigma }),\end{aligned}}}
hierin is {\displaystyle \delta _{\beta }^{\alpha }} de kronecker-tensor en zijn de christoffel-symbolen {\displaystyle \Gamma _{\beta \gamma }^{\alpha }} gedefinieerd als
{\displaystyle \Gamma _{\beta \gamma }^{\alpha }={\frac {1}{2}}g^{\alpha \epsilon }(g_{\beta \epsilon ,\gamma }+g_{\gamma \epsilon ,\beta }-g_{\beta \gamma ,\epsilon })}
De concrete uitdrukking voor {\displaystyle \mathbf {G} } ziet er niet eenvoudig uit en wordt meestal niet vermeld.

## Voorkomen in algemene relativiteitstheorie
De einstein-tensor komt voor in het linkerlid van de Einstein-vergelijkingen:
{\displaystyle G_{\mu \nu }={\frac {8\pi G}{c^{4}}}T_{\mu \nu }.}
Dit ziet er in de natuurlijke eenheden uit als 
{\displaystyle G_{\mu \nu }=8\pi \ T_{\mu \nu }}
Daarnaast kunnen ook de bianchi-identiteiten eenvoudig met behulp van de einstein-tensor worden geschreven:
{\displaystyle \nabla _{\mu }G^{\mu \nu }=0}
De eenvoud van deze vergelijkingen, uitgedrukt met de einstein-tensor toont de diepe geometrische en fysische betekenis ervan aan.